# Raimkul Małachbiekow
Raimkul Chudojnazarowicz Małachbiekow (ros. Раимкуль Худойназарович Малахбеков, ur. 16 sierpnia 1974 w Duszanbe) – rosyjski bokser i polityk pochodzenia tadżyckiego. Pięciokrotny amatorski mistrz Rosji (1993-95, 1997, 1998), mistrz Europy (1993), dwukrotny mistrz świata (1995, 1997) oraz dwukrotny medalista olimpijski w wadze koguciej, a także mistrz Europy (2002) w wadze piórkowej.

## Kariera sportowa
Boks rozpoczął trenować w rodzinnym Duszanbe pod okiem utytułowanego trenera Ceriena Bałzanowa, z pochodzenia Kałmuka. W 1993 roku, z powodu toczącej się w Tadżykistanie wojny domowej, Bałzanow opuścił kraj i wyjechał do stolicy Kałmucji Elisty, zabierając tam ze sobą utalentowanego Małachbiekowa. W tym samym roku 18-letni zawodnik zdobył mistrzostwo Rosji w wadze koguciej (pierwsze z pięciu), dzięki czemu zakwalifikował się na mistrzostwa Europy w Bursie. W Turcji Małachbiekow zdobył złoty medal, pokonując w finale turnieju mistrza Polski, Roberta Cibę. Obaj pięściarze ponownie zmierzyli się ze sobą dwa lata później w finale rozgrywanych w Berlinie mistrzostw świata. Również tym razem wygrał Małachbiekow. Wcześniej, w 1/16 finału niespodziewanie wyeliminował on mistrza olimpijskiego Joela Casamayora, pokonując go na punkty 17:16, choć przed rozpoczęciem ostatniej rundy przegrywał 4:12. Po mistrzostwach parlament Republiki Kałmucji nadał mu tytuł „Bohatera Kałmucji”.
W 1996 roku w Vejle nie udało mu się obronić mistrzostwa kontynentu, w finale turnieju przegrał bowiem z Istvánem Kovácsem. Cztery miesiące później w Atlancie wystąpił po raz pierwszy na igrzyskach olimpijskich. Zdobył brązowy medal, odpadając w półfinale po remisowej walce z Arnaldo Mesą (zwycięzcę wskazał sędzia).
W 1997 roku w Budapeszcie obronił czempionat globu, a z mistrzostw Europy w 1998 i 2000 roku przywiózł odpowiednio brązowy i srebrny medal. W Sydney, w swoim drugim starcie olimpijskim, wywalczył wicemistrzostwo (zwyciężył Guillermo Rigondeaux).
Przeszedł następnie do wagi piórkowej, w której w 2002 roku w Permie został mistrzem Europy. Dwa lata później w Chorwacji, broniąc tytułu, przegrał w 1/8 finału w zaciętym pojedynku z Gruzinem Konstantinem Kupatadze 28:29. Tym samym nie zdobył bezpośredniej kwalifikacji na igrzyska olimpijskie. Dodatkowy turniej kwalifikacyjny odbył się w Warszawie, jednak trener kadry, Nikołaj Chromow postanowił wysłać tam 10 lat młodszego Aleksieja Tiszczenko. Dowiedziawszy się o tym, Małachbiekow postanowił zakończyć sportową karierę.

## Kariera polityczna
Od 2003 roku zasiada w Churale (Parlamencie) Republiki Kałmucji z ramienia partii Jedna Rosja. Od 2004 roku jest przewodniczącym komisji kultury fizycznej i sportu.